# حدائق ريدوود الوطنية والحكومية
حدائق ريدوود الوطنية والحكومية (RNSP) تقع في الولايات المتحدة، على طول الساحل الشمالي لكاليفورنيا. وتتألف هذه الحدائق من حديقة ريدوود الوطنية (التي تأسست عام 1968) وحديقة ساحل ديل نورت في كاليفورنيا وحديقة جاديديا سميث وحدائق ريدوود الحكومية في براري كريك (التي يعود تاريخ إنشائها إلى عشرينيات القرن الماضي)، وتحتوي حدائق ريدوود الوطنية والحكومية على 133,000 آكر (540 كم2). وتقع الحدائق الأربع داخل ديل نورت ومقاطعات هومبولت، وتعمل جميعها على حماية 45% من جميع الأشجار الحمراء الشاطئية (Sequoia sempervirens) في الغابات المعمرة، أي ما مجموعه على الأقل 38,982 آكر (157.75 كم2). وهذه الأشجار هي الأطول ومن أكثر أنواع الأشجار ضخامة على الأرض. وبالإضافة إلى غابات الشجر الأحمر، تحتفظ الحدائق بنباتات وحيوانات أصلية ومروج (سهوب براري) خضراء وموارد ثقافية وأجزاء من الأنهار والجداول الأخرى و37 ميل (60 كم) من الساحل النقي.
وفي عام 1850م، غطت غابة الخشب الأحمر المعمرة أكثر من 2,000,000 آكر (8,100 كم2) من ساحل كاليفورنيا. والجزء الشمالي من هذه المنطقة، الذي كان يسكنه في الأصل الأمريكيون الأصليون، جذب العديد من الحطابين وغيرهم من عمال مناجم الذهب عندما دفعهم التهافت على اكتناز الذهب للمجيء للمنطقة. وبعد فشل جهودهم للاغتناء بالذهب، تحول اهتمام هؤلاء الرجال صوب حصاد الأشجار العملاقة لتلبية متطلبات التنمية المزدهرة في سان فرانسيسكو وغيرها من الأماكن الأخرى في الساحل الغربي. وبعد عقود عديدة من قطع الأشجار دون عائق، بدأت الجهود الجادة لحماية الأشجار. وبحلول عشرينيات القرن الماضي، تأسست رابطة إنقاذ الشجر الأحمر (Save-the-Redwoods League) في عام 1918م لحماية ما تبقى من الشجر الأحمر، الأمر الذي أدى إلى إنشاء براري كريك وساحل ديل نورت وحديقة ريدوود الحكومية في جاديديا سميث وغيرها. وتم إنشاء حديقة ريدوود الوطنية في عام 1968م، وبحلول هذا الوقت كان قد تم قطع حوالي 90% من أشجار الخشب الأحمر. وقامت إدارة الحدائق الوطنية (NPS) وإدارة الحدائق والترفيه في كاليفورنيا (CDPR) بدمج حديقة ريدوود الوطنية مع حدائق ريدوود الحكومية المتاخمة في عام 1994م بغرض التعاون في إدارة الغابات واستقرار الغابات ومستجمعات المياه كوحدة واحدة.
ويحتفظ النظام البيئي لحدائق ريدوود الوطنية والحكومية بعدد من الأنواع الحيوانية المهددة مثل البجع البني وقوبيون مياه المد والعقاب الأصلع وسمك سلمون شينوك والبومة المنقطة الشمالية وفقمة ستيلر. وتقديرًا للنظام البيئي النادر والتاريخ الثقافي الموجود في هذه الحدائق، أدرجتها الأمم المتحدة ضمن مواقع التراث العالمي في 5 من سبتمبر 1980م، ومحمية حيوية دولية في 30 من يونيو 1983م.

## معرض

حدائق ريدوود الوطنية
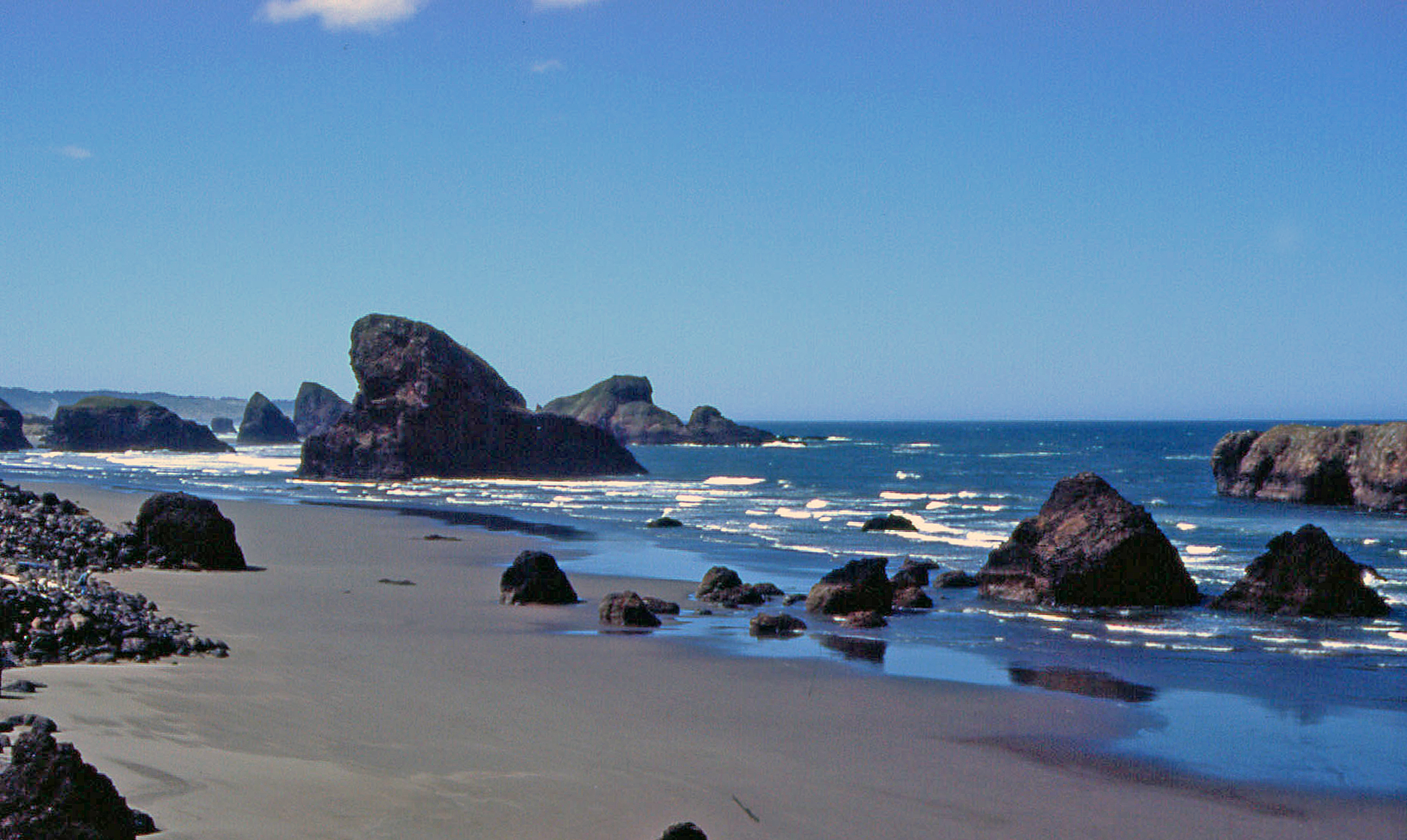
حدائق ريدوود الوطنية
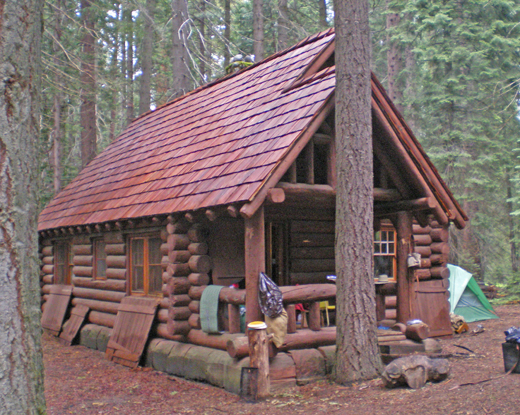
محطة ريدوود ميدو رينجر
- جدول

## وصلات خارجية
- الموقع الرسمي